# Janata Dal (Uni)
Le Janata Dal (Uni) ou JD(U) est un parti politique indien principalement présent au Bihar et au Jharkhand. Il est, en nombre de sièges, le cinquième parti de la Lok Sabha.

## Histoire
Le Janata Dal (United) est issu d'une des nombreuses scissions du Janata Dal. 
En 1999, le courant du Janata Dal conduit par le ministre-en-chef du Karnataka J. H. Patel soutient la NDA, ce qui conduit l'ancien Premier ministre H. D. Deve Gowda à quitter le parti pour créer le Janata Dal (Secular). Le courant restant du Janata Dal conduit par Sharad Yadav fusionne alors avec le Lokshakti Party et le Samata Party pour former le Janata Dal (United).
Le nouveau parti fait alors partie de l'opposition au Rashtriya Janata Dal au pouvoir au Bihar avec le Congrès. Allié au BJP au sein de la NDA, le JD(U) remporte les élections au Bihar en 2005 et de nouveau en 2010 sous la direction de Nitish Kumar.
Toutefois, en 2013, à la suite de la nomination de Narendra Modi comme directeur de la campagne du BJP pour les élections législatives de 2014, le JD(U) annonce son retrait de la NDA. Il fait partie de la coalition dite de « Grande Alliance » avec le Rashtriya Janata Dal et le Congrès qui remporte les élections de 2015 au Bihar mais, en 2017, il change d'alliance pour gouverner avec le BJP.